# مری استاکلی
مری استاکلی (انگلیسی: Mary Stockley) بازیگر اهل بریتانیا است.
از فیلم‌ها یا برنامه‌های تلویزیونی که وی در آن نقش داشته‌است، می‌توان به مارپل آگاتا کریستی، پوآرو، داستان عامه‌پسند، روان‌پزشک، مَـسترپیس، جنگ ستارگان: جمهوری قدیم، به گورت تف می‌کنم ۲، زن سیاه‌پوش، وی مثل وندتا، کفش‌های باله و دیانا اشاره کرد.